# Хендрик Адамсон
Хендрік Адамсон (ест. Hendrik Adamson; 6 жовтня 1891 — 7 березня 1946) — естонський поет і педагог.

## Біографія
Хендрік Адамсон народився 6 жовтня 1891 року в родині кравця в подвір'ї Патсі (Pats) в селі Метсакуру (Metsakuru), волості Kärstna (в даний час село Veisjärve, Tarvastu прихід), Вільяндіського повіту.
З 1911 року працював вчителем в школі Torma Võtikvere. З 1919 по 1927 роки був завідувачем початкової школи в естонському селі Kärstna. Згодом Адамсон став професійним письменником, членом естонської Спілки письменників.
Хендрік Адамсон деякий час працював учителем у Valgamaal Lõvel (1940) і Kärstnas (1944).
Мову есперанто Адамсон вивчив у кінці 1929 року і вже у 1930 році почав писати оригінальні вірші цією мовою. Повною ж мірою його талант розкрився на естонській мові. Його перші вірші естонською друкувалися в газетах з 1913 року, свою першу книгу він написав у 1919 році. У 1934 році був виданий альманах «Дванадцять поетів», в якому було надруковано одинадцять віршів Адамсона.
Помер 7 березня 1946, похований на естонському кладовищі в невеликому місті Helme на півдні Естонії. Твори письменника перекладені російською, англійською та італійською мовами.

## Творчість
Адамсон писав естонською мовою, широко використовуючи південноестонські діалектизми. Деякі його вірші написані на мові есперанто.
Перу письменника належать романи «Kuldblond neitsi» (Блондинка) та «Roheline sisalik» («Зелена ящірка», Тарту, 1925).